# 安居 (电视剧)
《安居》以內蒙古包头市東河區北梁动迁为主线，讲述了在动迁过程中政府与群众勠力同心，最终实现和谐征拆，实现广大群众安居梦想的故事。

#### 首播
| 頻道              | 所在地   | 播映日期      | 播出時間             |
| ----------------- | -------- | ------------- | -------------------- |
| 央视一套          | 中国大陆 | 2016年9月20日 | 每週一至週五 20:00   |
| 广东卫视/山东卫视 | 中国大陆 | 2017年1月28日 | 待定                 |
| TVB星河频道       | 香港     |               | 待定                 |
| NOW華劇台         | 香港     |               | 待定                 |
| 港台電視33        | 香港     | 2018年3月     | 週一至週日 凌晨01:00 |

#### 背景
北梁棚户区位于包头市东河区中心区域，是包头文化的发源地。由于历史等多方面原因，逐步形成了包头市乃至自治区面积最大、最典型的城市棚户区。2013年2月3日，時任中國副總理李克强曾到內蒙古包头市東河區了解棚改后，2013年年初，北梁棚户区启动了大规模改造、拆迁工程。截至目前，已累计投资20.8亿元，完成核心区1.13平方公里范围的改造任务，共安置居民1.02万户、3.08万人。

### 拍攝
《安居》于2015年9月1日在包头开机，9月17日，由中共包头市委宣传部、包头市文化演艺有限责任公司、山东影视制作有限公司联合摄制的电视连续剧《安居》，在包头市东河区北梁观景台举行盛大开机仪式。剧组还分别到赛汗塔拉城中草原、银河广场、植物园、市政府、市中心医院、工商联大厦、高新区办公大楼、服务管理学院、西部人才交流中心、东河区二里半街巷、青山公安分局、东河公安分局派出所等场地取景。11月25日在包头杀青。
剧中发生的拆迁故事，都是在现实生活中真实发生过的。
因拍摄需要，来喜在内蒙古包头进行了生活与体验。

## 劇情
鹿城市的北梁棚户区改造正如火如荼地进行，韩冰(刘敏涛饰)离婚后接到了一个动迁任务，与前夫张家旗 (王志飞饰) 又在一起工作了，当初她因为不满意张家旗不思进取而离婚，后来通过拆迁工作，又看到了张家旗的努力和闪光点，心里再次涌动情愫。组长张家旗率领北梁当地基层干部马倩 (傅晶饰)、熟知北梁当地情况的中学教师杨天旺(程煜饰)、没脾气的城管队长黄明 (来喜饰)及富二代女孩凌姗(李晓峰饰)，组成了一个由背景各异的动迁小组，在艰难中开展起动迁工作，真实反映了在北梁棚户区改造过程中的动人故事。经历过一系列的波折磨难，小组的成员们见证了悲欢离合、人情冷暖。与女儿相依为命的养鸡户秦翠莲、与兄弟争遗产的周贵、梦想四世同堂的赵大爷，每一个家庭的背后，都是醇厚的烟火温情。在动迁的过程中，每一个成员也在经历着变化和成长：马倩终于跳出感情的桎梏，找到了自己的存在价值；凌珊摆脱富二代的包袱，成为独当一面的主心骨；黄明让长久瞧不起他的妻子发现了丈夫身上的血性和气概，而张家旗也没有想到，这次心不甘情不愿的动迁任务，让他重新认识了北梁，重新认识了生活在这里的人民。

## 主要演员
| 演员   | 角色   | 简介                                         |
| 王志飞 | 张家旗 | 能力出众个性十足的动迁小组二组组长。         |
| 程煜   | 杨天旺 | 动迁小组成员之一，抗击病魔奋战一线的老教师。 |
| 来喜   | 黄明   | 动迁小组成员之一，曾经是一名城管。           |
| 李晓峰 | 凌姗   | 动迁小组成员之一，天真富二代                 |
| 傅晶   | 马倩   | 动迁小组成员之一，北梁棚户区长大的内敛女孩   |
| 刘敏涛 | 韩冰   | 拆迁组的上级领导，张家旗的前妻               |
| 吴冕   | 金艳芬 | 反面角色，自私自利、自食其果的贪婪妈妈，顾母 |
| 褚栓忠 | 魏川   | 动迁小组一组组长，张家旗、韩冰的同窗         |
| 方子哥 | 马在上 | 马倩的爸爸。                                 |
| 马精武 | 赵大爷 | 不肯搬迁的倔老头                             |
| 丁勇岱 | 凌自忠 |                                              |
| 邬立朋 | 顾超   | 马倩的男友，富二代                           |

## 電視劇歌曲
| 曲序 | 曲目                            |        | 作曲 | 演唱者   |
| ---- | ------------------------------- | ------ | ---- | -------- |
| 1.   | 《故乡的歌谣》（片尾曲）        | 玉镯儿 | 栾凯 | 降央卓玛 |
| 2.   | 《知你冷暖,懂你悲欢》（片頭曲） | 王生宁 | 栾凯 | 王铮亮   |

## 奖项
- 2018年，第31届中国电视剧飞天奖暨第25届电视文艺星光奖，《安居》获得飞天奖优秀现实题材类电视剧大奖[5]

## 外部連結
- 电视剧《安居》的新浪微博
- 《安居》（页面存档备份，存于），央视專題（简体中文）
- 豆瓣电影上《安居》的資料 （简体中文）
- 时光网上《安居》的資料（简体中文）
- 《安居》（页面存档备份，存于），包头新闻网（简体中文）

## 电视节目的变迁
| 央视一套 第一特约剧场 周一至周五20:05两集连播 | 央视一套 第一特约剧场 周一至周五20:05两集连播 | 央视一套 第一特约剧场 周一至周五20:05两集连播 |
| --------------------------------------------- | --------------------------------------------- | --------------------------------------------- |
|                                               | 安居 （2016年9月20日－10月15日）              |                                               |
| 人民检察官 （2016年8月22日－9月19日）         | 绝命后卫师 （2016年10月17日－）               |                                               |